# Слепая зона (телесериал)
«Слепая зона» (англ. Blindspot) — американский телевизионный сериал, снятый по одноимённой книге, который стартовал на NBC в сезоне 2015/16 годов. В центре сюжета находится потерявшая память женщина (Джейми Александер), которая была найдена ФБР, будучи покрытой татуировками, которые содержат ключ к преступлениям. Премьера сериала состоялась 21 сентября 2015 года со смешанно-позитивными отзывами от критиков. 9 октября 2015 года канал продлил сериал на полный сезон из 23-х эпизодов. 9 ноября 2015 года сериал был продлён на второй сезон. 10 мая 2017 года сериал продлили на третий сезон. 10 мая 2018 года сериал продлили на четвёртый сезон. 11 мая 2019 года канал NBC продлил телесериал на пятый сезон, который станет финальным. Премьера финального сезона сериала состоялась 7 мая 2020 года .

## В ролях
= Главная роль в сезоне
     = Второстепенная роль в сезоне
     = Гостевая роль в сезоне
     = Не появляется

### Основной состав
| Салливан Степлтон          | специальный агент Курт Веллер            | 23 | 22 | 22 | 22 | 11 | 100 |
| Джейми Александер          | Джейн Доу / Эллис «Реми» Крюгер          | 23 | 22 | 22 | 22 | 11 | 100 |
| Роб Браун                  | специальный агент Эдгар Рид              | 23 | 22 | 22 | 22 | 3  | 92  |
| Одри Эспарза (англ.)       | специальный агент Наташа «Таша» Запата   | 23 | 22 | 22 | 22 | 11 | 100 |
| Эшли Джонсон               | специальный агент Уильям Паттерсон       | 23 | 22 | 22 | 22 | 11 | 100 |
| Аквели Роач (англ.)        | доктор Роберт Борден                     | 18 | 13 | 2  | 1  | 1  | 35  |
| Мэрианн Жан-Батист         | заместитель директора ФБР Бэтани Мэйфейр | 23 | 1  |    |    |    | 24  |
| Арчи Панджаби              | агент АНБ Нас Камал                      |    | 19 | 1  |    | 1  | 21  |
| Люк Митчелл                | Йен «Роман» Крюгер                       |    | 22 | 21 | 7  | 1  | 51  |
| Мишель Хёрд                | Шеперд / Элен Бригс                      |    | 18 | 2  | 2  | 1  | 23  |
| Эннис Эсмер                | Рич Дотком / Горд Энвер                  | 2  | 2  | 10 | 22 | 11 | 47  |
| Мэри Элизабет Мастрантонио | Мэделин Бёрк                             |    |    |    | 14 | 7  | 21  |
| Всего эпизодов             | Всего эпизодов                           | 23 | 22 | 22 | 22 | 11 | 100 |

- Салливан Степлтон — специальный агент Курт Веллер, агент ФБР, который ввязывается в расследование Джейн, когда его имя находят вытатуированным на её теле. С 3 сезона — муж Джейн.
- Джейми Александер — Джейн Доу / Эллис «Реми» Крюгер, неизвестная женщина, найденная обнаженной на Таймс-сквер. Несмотря на амнезию, у Джейн иногда получается вспомнить кадры из своей прошлой жизни. Хорошо владеет боевыми и языковыми навыками.
- Роб Браун — специальный агент Эдгар Рид, агент ФБР и член команды Курта, который скептически относится к расследованию Джейн.
- Одри Эспарса — специальный агент Наташа «Таша» Запата, агент ФБР и член группы Курта, которая раньше работала в Департаменте полиции Нью-Йорка офицером в течение пяти лет.
- Эшли Джонсон — специальный агент Уильям Паттерсон, руководитель отдела криминалистики в ФБР. Отвечает за изучение татуировок Джейн.
- Аквэли Роч — доктор Роберт Борден, психиатр, который помогает Джейн разобраться в своём прошлом.
- Мэрианн Жан-Батист — заместитель директора ФБР Бэтани Мэйфейр, отвечает за Курта и его команду, где выступает в качестве союзника и наставника.
- Арчи Панджаби — агент АНБ Нас Камал, секретный агент АНБ.
- Люк Митчелл — Йен «Роман» Крюгер, брат Эллис (Реми) и член организации Sandstorm.
- Мишель Хёрд — Шеперд / Элен Бригс, приёмная мать Джейн и Романа, а также лидер террористической организации Sandstorm.
- Эннис Эсмер — Рич Дотком, бывший компьютерный программист, который стал преступником.
- Мэри Элизабет Мастрантонио — Мэделин Бёрк, очень влиятельный противник команды ФБР.

### Второстепенный состав
| Келли П. Уильямс       | агент ФБР / сотрудник лаборатории            | 22 | 21 | 1  | 19 |    | 63  |
| Франсуа Арно           | Оскар                                        | 16 |    |    |    | 2  | 18  |
| Джордана Спиро         | Сара Уэллер                                  | 10 |    |    |    | 1  | 11  |
| Джей О. Сэндерс        | Билл Уэллер                                  | 10 |    |    |    | 1  | 11  |
| Джо Диникол            | Дэвид Вагнер                                 | 6  |    | 1  |    | 1  | 8   |
| Майкл Гэстон           | заместитель директора ЦРУ Томас «Том» Картер | 7  |    |    |    | 1  | 8   |
| Эйза Дэвис             | Донна Холларан / Александра Харрисон         | 4  |    |    |    |    | 4   |
| Логан Шайлер Смит      | Сойер Уэллер                                 | 5  |    |    |    |    | 5   |
| Аарон Абрамс           | Мэттью Вейтс                                 | 3  | 2  | 1  | 11 | 7  | 24  |
| Триесте Келли Данн     | Эллисон Найт                                 | 7  | 5  | 2  | 1  | 3  | 18  |
| Дилан Бейкер           | директор ФБР Сэм Пеллингтон                  | 1  | 3  | 1  |    | 1  | 6   |
| Брайан О'нилл          | тренер Джонс                                 | 1  | 4  |    |    |    | 5   |
| Джош Дин               | Бостон Арлис Краб                            |    | 3  | 2  | 5  | 4  | 14  |
| Джеферсон Вайт         | Паркер                                       |    | 9  |    |    | 1  | 10  |
| Джонатан Патрик Мур    | Оливер Кинд                                  |    | 7  |    |    |    | 7   |
| Ли Цзюнь Ли            | доктор Карэн Сан                             |    | 6  |    |    |    | 6   |
| Чэд Донелла            | агент ЦРУ Джейк Китон                        |    | 5  | 3  | 7  | 3  | 18  |
| Эми Маргарет Уилсон    | агент ФБР Бриана Росс                        |    | 3  | 1  | 6  | 3  | 13  |
| Мэри Стюарт Мастерсон  | директор ФБР Элеонор Хёрст                   |    | 1  | 9  | 1  | 1  | 12  |
| Тори Андерсон          | Блэйк Кроуфорд                               |    |    | 10 | 2  | 1  | 13  |
| Дэвид Морс             | Хэнк Кроуфорд                                |    |    | 6  |    | 1  | 7   |
| Джордан Джонсон-Хайндс | Стюарт                                       |    |    | 5  | 1  | 1  | 7   |
| Глория Рубен           | Кира Эванс                                   |    |    | 5  | 1  |    | 6   |
| Кристина Рейес         | Эйвери                                       |    |    | 9  |    | 1  | 10  |
| Ами Шетх               | агент ФБР Африн Игбол                        |    |    | 3  | 2  | 8  | 13  |
| Чэск Спенсер           | Доминик Мастерс                              |    |    |    | 8  | 1  | 9   |
| Рауль Банеджа          | адвокат Ричард Ширли                         |    |    |    | 2  | 4  | 6   |
| Джули Серда            | Айви Сэндс                                   |    |    |    |    | 9  | 9   |
| Всего эпизодов         | Всего эпизодов                               | 23 | 22 | 22 | 22 | 11 | 100 |

## Эпизоды
| Сезон | Сезон | Эпизоды | Оригинальная дата показа | Оригинальная дата показа |
| Сезон | Сезон | Эпизоды | Премьера сезона          | Финал сезона             |
| ----- | ----- | ------- | ------------------------ | ------------------------ |
|       | 1     | 23      | 21 сентября 2015         | 23 мая 2016              |
|       | 2     | 22      | 14 сентября 2016         | 17 мая 2017              |
|       | 3     | 22      | 27 октября 2017          | 18 мая 2018              |
|       | 4     | 22      | 12 октября 2018          | 31 мая 2019              |
|       | 5     | 11      | 7 мая 2020               | 23 июля 2020             |

## Производство
23 января 2015 года NBC заказал пилот. Пилот был написан Мартином Джеро, который также был назначен исполнительным продюсером вместе с Грегом Берланти . 12 февраля 2015 года стало известно, что Марк Пеллингтон станет режиссёром пилотного эпизода.
1 мая 2015 года NBC заказал полный сезон. Также сообщалось, что Berlanti Productions, Quinn's House и Warner Bros. Television будут выступать в качестве дополнительных производственных компаний. Через несколько дней было объявлено, что премьера сериала состоится в четвёртом квартале 2015 года. 11 июля 2015, дата премьеры была назначена на 21 сентября 2015 года. 9 октября 2015 года был дан заказ на дополнение из девяти эпизодов, в результате чего первый сезон в общей сложности состоял из 22 эпизодов, а также заказ на дополнительный эпизод, в результате чего количество эпизодов первого сезона достигло 23. 9 ноября 2015 года было объявлено, что сериал был продлен на второй сезон. Премьера второго сезона состоялась 14 сентября 2016 года. 10 мая 2017 года сериал был продлен на третий сезон, премьера которого состоялась 27 октября 2017 года. 10 мая 2018 года NBC продлил на четвёртый сезон, премьера которого состоялась 12 октября 2018 года. 10 мая 2019 года NBC продлил сериал на пятый и заключительный сезон состоящий из 11 эпизодов. Сезон должен был выйти в эфир в середине 2020 года, но из-за выхода в эфир специального выпуска Parks and Recreation A Parks and Recreation Special премьера состоится 7 мая 2020 года.

## Критика
- На сайте-агрегаторе Metacritic сериал получил 65 из 100 баллов, основываясь на 32 отзывах критиков[29].
- На сайте-агрегаторе Rotten Tomatoes сериал получил рейтинг 68 %[30].